# Campionati del mondo di ciclocross 2014 - Gara maschile Under-23
La diciannovesima edizione della gara maschile Under-23 dei Campionati del mondo di ciclocross 2014 si svolse il 2 febbraio 2014 con partenza ed arrivo da Hoogerheide nei Paesi Bassi, su un percorso da ripetere 6 volte per un totale di 20,26 km. La vittoria fu appannaggio del belga Wout Van Aert, il quale terminò la gara in 49'35", alla media di 24,53 km/h, precedendo il connazionale Michael Vanthourenhout e l'olandese Mathieu van der Poel terzo.
Partenza con 57 ciclisti provenienti da 18 nazioni, dei quali 40 completarono la competizione.

## Squadre partecipanti
| N.ciclisti | Cod. | Squadra     |
| ---------- | ---- | ----------- |
| 6          | BEL  | Belgio      |
| 6          | NLD  | Paesi Bassi |
| 5          | CZE  | Cechia      |
| 5          | FRA  | Francia     |
| 5          | SUI  | Svizzera    |
| 5          | USA  | Stati Uniti |
| 4          | GER  | Germania    |
| 4          | GBR  | Regno Unito |
| 2          | AUS  | Australia   |

| N.ciclisti | Cod. | Squadra     |
| ---------- | ---- | ----------- |
| 2          | CAN  | Canada      |
| 2          | ITA  | Italia      |
| 2          | JPN  | Giappone    |
| 2          | LUX  | Lussemburgo |
| 2          | SVK  | Slovacchia  |
| 2          | ESP  | Spagna      |
| 1          | DEN  | Danimarca   |
| 1          | POL  | Polonia     |
| 1          | SWE  | Svezia      |

## Classifica (Top 10)
| Pos. | Corridore              | Squadra     | Tempo   |
| ---- | ---------------------- | ----------- | ------- |
| 1    | Wout Van Aert          | Belgio      | 49'35"  |
| 2    | Michael Vanthourenhout | Belgio      | a 50"   |
| 3    | Mathieu van der Poel   | Paesi Bassi | a 1'17" |
| 4    | Laurens Sweeck         | Belgio      | a 1'19" |
| 5    | Toon Aerts             | Belgio      | a 1'26" |
| 6    | David van der Poel     | Paesi Bassi | a 2'09" |
| 7    | David Menut            | Francia     | a 2'24" |
| 8    | Tomáš Paprstka         | Cechia      | a 2'37" |
| 9    | Gert-Jan Bosman        | Paesi Bassi | s.t.    |
| 10   | Gianni Vermeersch      | Belgio      | a 2'44" |